# هنري تشارلز لي
هنري تشارلز لي (بالإنجليزية: Henry Charles Lea) هو مؤرخ المسيحية ومؤرخ أمريكي، ولد في 19 سبتمبر 1825 في فيلادلفيا في الولايات المتحدة، وتوفي بنفس المكان في 24 أكتوبر 1909.